# Wydział Inżynierii Mechanicznej Politechniki Częstochowskiej
Wydział Inżynierii Mechanicznej Politechniki Częstochowskiej – najstarszy z wydziałów Politechniki Częstochowskiej. Powstał w roku 1949 jako Wydział Mechaniczny. W pierwszym roku funkcjonowania studia zaczęło na nim 160 osób. W roku 1953 został przemianowany na Wydział Budowy Maszyn, natomiast w roku 1964 otrzymał prawo nadawania stopnia doktora nauk technicznych. Kolejna zmiana nazwy miała miejsce w roku 2000. Jednostce nadano wówczas nazwę Wydział Inżynierii Mechanicznej i Informatyki. W 2024 Wydział przemianowano na Wydział Inżynierii Mechanicznej, a jednostki dotyczące dyscypliny Informatyka techniczna i telekomunikacja utworzyły Wydział Informatyki i Sztucznej Inteligencji. Wydział ma prawo nadawania stopnia doktora habilitowanego w dziedzinie mechaniki oraz budowy i eksploatacji maszyn.

## Kierunki kształcenia
Dostępne kierunki:
- Mechanika i budowa maszyn (studia I i II stopnia)
- Mechatronika (studia I stopnia)
- Technologie wytwarzania implantów i narzędzi medycznych (studia I stopnia)
- Inżynieria samochodów hybrydowych i elektrycznych (studia I stopnia)

## Władze Wydziału
W kadencji 2024–2028:
| Stanowisko                                                  | Imię i nazwisko                             |
| ----------------------------------------------------------- | ------------------------------------------- |
| Dziekan                                                     | dr hab. inż. Dawid Cekus, prof. PCz         |
| Kierownik dyscypliny naukowej Inżynieria mechaniczna        | dr hab. inż. Janusz Szmidla, prof. PCz      |
| Kierownik dydaktyczny ds. dyscypliny Inżynieria mechaniczna | dr hab. inż. Dariusz Kwiatkowski, prof. PCz |
| Kierownik ds. Rozwoju                                       | dr hab. inż. Arkadiusz Szymanek, prof. PCz  |

## Struktura organizacyjna
| Katedra                                        | Kierownik                                  |
| ---------------------------------------------- | ------------------------------------------ |
| Katedra Maszyn Cieplnych                       | prof. dr hab. inż. Witold Elsner           |
| Katedra Mechaniki i Podstaw Konstrukcji Maszyn | dr hab. inż. Wojciech Sochacki, prof. PCz  |
| Katedra Technologii i Automatyzacji            | dr hab. inż. Przemysław Postawa, prof. PCz |